# Râul Groapa lui Simion
Râul Groapa lui Simion este curs de apă, afluent al râului Valea cu Apă. 

## Hărți
- Harta Județului Brașov
- Harta Orașului Brașov
- Harta Munților Postăvaru  Arhivat în 3 august 2008, la Wayback Machine.